# Communauté de communes du Betz et de la Cléry
Die Communauté de communes du Betz et de la Cléry ist ein ehemaliger französischer Gemeindeverband mit der Rechtsform einer Communauté de communes in den Départements Loiret und Yonne der Regionen Centre-Val de Loire und Bourgogne-Franche-Comté. Sie wurde am 22. Dezember 2011 gegründet und umfasste 15 Gemeinden. Der Verwaltungssitz befand sich im Ort Saint-Hilaire-les-Andrésis. Eine Besonderheit war die Regions- und Département-übergreifende Mitgliedschaft ihrer Gemeinden.

## Historische Entwicklung
Mit Wirkung vom 1. Januar 2017 fusionierte der Gemeindeverband mit der Communauté de communes de Château-Renard und bildete so die Nachfolgeorganisation Communauté de communes de la Cléry, du Betz et de l’Ouanne.

## Ehemalige Mitgliedsgemeinden

### Département Loiret
1. Bazoches-sur-le-Betz
2. Chantecoq
3. La Chapelle-Saint-Sépulcre
4. Courtemaux
5. Courtenay
6. Ervauville
7. Foucherolles
8. Louzouer
9. Mérinville
10. Pers-en-Gâtinais
11. Saint-Hilaire-les-Andrésis
12. Saint-Loup-de-Gonois
13. La Selle-sur-le-Bied
14. Thorailles

### Département Yonne
1. Saint-Loup-d’Ordon